# Andrea Giardina
Andrea Giardina (Palermo, 27 aprile 1949) è uno storico italiano.
Si occupa prevalentemente di storia sociale, amministrativa e politica del mondo romano e della fortuna dell'antico nel mondo contemporaneo.
Dal 17 gennaio al 29 maggio 2019, in quanto Vice Direttore della Scuola Normale Superiore facente funzioni, ha ricoperto "la massima carica istituzionale limitatamente all’ordinaria amministrazione, come previsto da Statuto, assumendo la rappresentanza legale della Scuola". Sempre alla Scuola Normale ha diretto il Laboratorio SAET (Storia, archeologia, epigrafia, tradizione dell'antico) e coordinato il Dottorato di ricerca in Scienze dell'antichità.

## Biografia
Laureatosi in Lettere e filosofia nel 1970 presso la "Sapienza" di Roma con Santo Mazzarino, ha insegnato storia antica e storia romana nelle università di Chieti, Firenze, Palermo, Bari, Roma La Sapienza. L'Istituto italiano di scienze umane di Firenze e, infine, nella Scuola normale superiore di Pisa nella quale, fino al pensionamento (avvenuto il 31 ottobre 2019), ha ricoperto la carica di vicedirettore e direttore ad interim.
Tra le esperienze professionali all'estero figurano docenze presso l'École normale supérieure e l'École pratique des hautes études di Parigi (Francia).
Presidente della Giunta Centrale per gli Studi Storici (poi Giunta storica nazionale) dal 9 ottobre 2012 al 10 ottobre 2023 .
Presidente (poi Direttore) dell'Istituto italiano per la storia antica dal 19 aprile 2004 al 2024 al 27 marzo 2024. 
Presidente del Comitato scientifico dell'Associazione italiana di Public History fino al 10 ottobre 2023. 
Socio corrispondente dell'Accademia Nazionale dei Lincei dal 2005 al 2013, socio nazionale dal 2013; membro del Consiglio di Presidenza della stessa accademia dal 2022.
Socio ordinario non residente dell’Accademia delle Scienze di Torino (dal 2021).
Membro corrispondente dell'Istituto archeologico germanico (dal 2001).
Membro dell'Academia Europaea (London).
Socio dell'Istituto Lombardo-Accademia di Scienze e Lettere di Milano (dal 2011).
Socio corrispondente dell'Accademia Pontaniana di Napoli dal 2017 al 2019 e socio ordinario non residente dal 2019.
Accademico Ambrosiano, Classe di Studi ambrosiani (dal 2016).
Socio corrispondente dell'Accademia Peloritana dei Pericolanti (dal 2019).
Socio corrispondente non residente dell'Accademia delle Scienze dell'Istituto di Bologna (dal 2019). 
Membro del Consiglio scientifico e didattico dell'Istituto italiano per gli studi storici, Benedetto Croce (dal 2018 al 2023), membro della Giunta scientifica dello stesso Istituto dal 2013.
Membro del Comitato dei Garanti della Fondazione Gramsci (dal 2016).
Vicepresidente della Fondazione Marco Besso (dal 2025).
Presidente della Consulta dei Comitati e delle edizioni nazionali del Ministero della Cultura (dal 2015 al 2021).
Membro del Bureau del Comité international des sciences historiques (Cish) dal 2010 al 2015. L'Assemblea generale tenutasi nella città cinese di Jinan nel 2015 lo ha eletto presidente del Cish, carica da lui tenuta fino al mese di maggio del 2021. Attualmente è presidente onorario.
Nel 2013 ha ricevuto la medaglia d'oro dell'Associazione Italiana di cultura classica (cf. L. Prandi, Laudatio di Andrea Giardina, in "I Quaderni di 'Atene e Roma'", a cura di M. Capasso, Lecce-Brescia 2014, pp. 153-168). Nel 2019 gli è stato conferito a Pavia il Premio internazionale Gerolamo Cardano. Nello stesso anno l'Università Giustino Fortunato di Benevento gli ha conferito il Premio Traiano.
Il 12 maggio 2025 ha ricevuto in Campidoglio il premio “Cultori di Roma” 2025. Istituito dal Comune di Roma nel 1954, questo riconoscimento viene assegnato ogni anno a gli studiosi, italiani o stranieri, che si siano distinti negli studi e nelle opere su Roma, contribuendo a ampliarne la conoscenza nazionale e internazionale. Il Premio è stato conferito dal sindaco Roberto Gualtieri. A designare Giardina cultore di Roma è stata un'assemblea costituita da un corpo dei membri ordinari dell'Istituto Nazionale di Studi Romani, un rappresentante del Ministero per i Beni Culturali e Ambientali, del Comune di Roma, dell'Unione Internazionale degli Istituti di Archeologia, Storia e Storia dell'Arte in Roma, dell'Unione Accademica Nazionale. 
Nel mese di luglio del 2025 è stato pubblicato, presso le Edizioni della Normale, il volume L'antimito di Roma dalla rivoluzione francese a oggi. Studi per Andrea Giardina, a cura di Paola S. Salvatori, con contributi di Francesco Bartolini, Giovanni Belardelli, Francesco Benigno, Luciano Canfora, Antonino De Francesco, Paola S. Salvatori, Vittorio Vidotto, oltre che dello stesso Giardina. "Il mito dell'antica potenza di Roma, della sua civiltà, dei suoi valori immortali ha avuto una durata ininterrotta dalla caduta dell'Impero romano d'Occidente all'età contemporanea. La Rivoluzione francese ha rappresentato uno spartiacque perché con essa si sono imposti nuovi modi di concepire il rapporto tra l'antichità e la costruzione della modernità. Da allora in poi, uno sguardo retrospettivo e insieme avveniristico avrebbe alimentato utopie rivoluzionarie, sogni di rigenerazioni patriottiche e di grandezze imperiali, modelli comunitari e totalitari. Questi processi furono accompagnati da una sorta di controcanto: l'antimito di Roma che dà il titolo a questo libro. Lo incontriamo sia nella competizione tra l'Italia e le altre nazioni, sia negli scontri politici e culturali che hanno riguardato, in Italia e fino ai nostri tempi, la legittimità morale e storica del ruolo di Roma capitale. Il tema, nella ricchezza trasversale delle sue risonanze, ha avuto la peculiarità di coinvolgere, in un ruolo di primo piano, anche scrittori italiani e stranieri, ben rappresentati in questo volume" (dalla quarta di copertina). Cfr. Paola S. Salvatori, Introduzione. Gli storici e le parole giuste, ivi, pp. 11-37.   

## Principali campi di ricerca
Ha indagato la storia dell'Italia romana (introducendo la categoria di «identità incompiuta», comunemente accolta dagli studiosi: L'Italia romana. Storie di un'identità incompiuta, Roma-Bari, Laterza 1997 (premio nazionale Benedetto Croce per la storia, 1997), e più in generale la storia d'Italia (cfr. da ultimo la curatela della Storia mondiale dell’Italia, Roma-Bari Laterza 2017, oltre a contributi su periodici).
Si è occupato della storia amministrativa dell'impero romano, in un libro (Aspetti della burocrazia nel basso impero, Roma 1977) e in numerosi saggi.
Ha pubblicato iscrizioni inedite (soprattutto, con Francesco Grelle, la cd. Tavola di Trinitapoli, copia epigrafica di una costituzione imperiale perduta); ha dato una nuova interpretazione, generalmente accolta, delle celebri iscrizioni ‘teodericiane’ del Decennovio della via Appia.
Ha pubblicato edizioni di autori latini: il cd. Anonimo de rebus bellicis (ed., traduzione e commento: Anonimo, Le cose della guerra, Milano, Fondazione Lorenzo Valla, Mondadori 1989). Ha diretto la prima traduzione integrale delle Variae di Cassiodoro, con un ampio commento storico: dieci libri pubblicati su dodici, per un totale di quattro volumi: Roma, L'Erma di Bretschneider, 2014-2016; il quinto di imminente pubblicazione). Gli interessi cassiodorei, oggetto anche di saggi sparsi, discendono dal contributo Cassiodoro politico e il progetto delle Variae, in Teoderico il Grande e i Goti d'Italia, Atti del XIII Congresso internazionale di studi sull’Alto Medioevo, I, Spoleto 1993, pp. 45-66 (ristampato nel volume Cassiodoro politico, Roma, L’Erma di Bretschneider 2006). Questi lavori hanno proposto la prima interpretazione in chiave politica dell'opera di Cassiodoro, favorendo, a fronte di una secolare svalutazione, l’apertura di una nuova fase degli studi sull’argomento.
Nel 1999 ha riaperto l'interesse per la storia del mito di Roma, con particolare riferimento all'età fascista: cfr. in particolare i capp. 3 e 4 del volume, scritto con A. Vauchez, Il mito di Roma. Da Carlo Magno a Mussolini, Bari-Roma, Laterza 2000 (Premio Ostia per la saggistica 1999), edito parallelamente in Francia:  Rome. L’idée et le mythe. Du Moyen Âge à nos jours, Paris, Fayard 2000.
Ha dedicato grande impegno e numerosi contributi alla critica del concetto di Tardoantico, con particolare riferimento alle tendenze delle cd. « new Late Antiquity » ; il suo saggio Esplosione di Tardoantico, in «Studi Storici» 40 (1999), pp. 157-180, ha ricevuto un consenso diffuso a livello internazionale: Explosion of Late Antiquity, in Av. Cameron (ed.), Late Antiquity on the Eve of Islam, Ashgate, Farnham 2013,  pp. 1-23. Cfr. più di recente “Tutto il vigore è negli occhi”. Peter Brown e la nascita della New Late Antiquity, in C. Ando e M. Formisano (a cura di), The New Late Antiquity, Heidelberg 2021, pp. 183-237.
Nella sua bibliografia occupano grande spazio gli studi di storia della storiografia, tra i quali si segnalano quelli su Emilio Sereni, del quale Giardina ha indagato per la prima volta l’archivio depositato presso la Fondazione Gramsci (e l’Istituto Alcide Cervi), pubblicando inediti: Emilio Sereni e le aporie della storia d’Italia, in «Studi Storici», 37 (1996), pp. 693-726; E. Sereni, Vita e tecniche forestali nella Liguria antica, in «Istituto ‘Alcide Cervi’ Annali», 19 (1997), pp. 21-139. Si segnalano anche gli scritti dedicati al Maestro Santo Mazzarino: p.es. Santo Mazzarino, in «Gnomon», 62 (1990), pp. 374-380; Stilicone o l’antico destino degli uomini vinti, prefazione a S. Mazzarino, Stilicone. La crisi imperiale dopo Teodosio, Milano, Rizzoli 19902 (1942), pp. VII-XXXVII; Un edito quasi inedito di Santo Mazzarino su Emilio Sereni e la protostoria ‘ampelurgica’ del mondo mediterraneo: in «Studi Storici» 59/4 (2018), pp. 881-894
La storia sociale del mondo romano è stata oggetto di un ventennale interesse, anche con contributi volti a introdurre categorie elaborate dalla grande medievistica francese e da alcuni storici inglesi come E. Hobsbawm ed E. P. Thompson: cfr. es. Le merci, il tempo, il silenzio. Ricerche su miti e valori sociali nel mondo greco e romano, in «Studi Storici», 27 (1986), pp. 277-302; Modi di scambio e valori sociali nel mondo bizantino (IV-XII secolo), in Mercati e mercanti nell’Alto Medioevo: l’area euroasiatica e l’area mediterranea, Centro italiano di studi sull’Alto Medioevo, XL, Spoleto 1993, pp. 523-584; Banditi e santi: un aspetto del folklore gallico tra tarda antichità e Medioevo, in «Athenaeum», n.s., LXI (1983), pp. 374-389; Lavoro e storia sociale: antagonismi e alleanze dall’ellenismo al tardoantico, in «Opus», I (1982), pp. 115-146. Cfr. anche The Family in the Late Roman World, in Av. Cameron, B. Ward-Perkins, M. Whitby (a cura di), The Cambridge Ancient History, XIV: Late Antiquity: Empire and Successors, A.D. 425-600, Cambridge, Cambridge University Press, Cambridge 2000, pp. 392-415.
I sette volumi da lui curati (i primi tre con A. Schiavone) tra il 1981 e il 1986 nell’ambito di una ricerca multidisciplinare (soprattutto tra storia e archeologia) sulla schiavitù romana, hanno animato un intenso dibattito internazionale: (con A. Schiavone), Società romana e produzione schiavistica, I-III, Roma-Bari, Laterza 1981; (Società romana e impero tardoantico, I-IV, Roma-Bari, Laterza 1986.
Il libro L’Uomo romano, da lui curato per Laterza nel 1989, è stato tradotto in molte lingue.

## Opere

### Volumi
- Aspetti della burocrazia nel basso impero, Roma, Edizioni dell'Ateneo, 1977.
- con Aron Jakovlevič Gurevič, Il mercante dall'Antichità al Medioevo, Roma-Bari, Laterza, 1994, ISBN 978-88-4204-458-1.
- con M. Liverani e B.M. Scarcia Amoretti, La Palestina, Roma, Editori Riuniti, 1994, ISBN 978-88-35-93088-4. Traduzione francese, La Palestine. Histoire d'une terre, Paris, L'Harmattan, 1990.
- L'Italia romana. Storie di un'identità incompiuta, Roma-Bari, Laterza, 1997, ISBN 978-88-4205-236-4.
- La terribile storia di Nerone raccontata ai ragazzi, disegni di Emanuele Luzzati, Roma-Bari, Laterza, 1997, ISBN 978-88-4209-401-2.
- con André Vauchez, Il mito di Roma. Da Carlo Magno a Mussolini, Biblioteca Storica, Roma-Bari, Laterza, 2000, ISBN 978-88-4208-620-8.Edizione francese, Rome, l'idée, le mythe, Paris, Fayard, 2000. ISBN 978-22-1360-760-3
- Cassiodoro politico, Collana Saggi di storia antica, Roma, L'Erma di Bretschneider, 2006, ISBN 978-88-82-65368-2.

### Edizioni di testi
- Anonimo, Le cose della guerra, Fondazione Lorenzo Valla, Milano, Mondadori, 1989.
- Cassiodoro, Varie, vol. II (Libri 3-5), III (Libri 6-7), IV (Libri 8-10), V (Libri 11-12), direzione di A. Giardina, a cura di A.Giardina, G.Cecconi, I.Tantillo, con la collab. di F. Oppedisano, Roma, L'Erma di Bretschneider, 2014-2016.
- con F. Grelle, La tavola di Trinitapoli. Una nuova costituzione di Valentiniano I, in "Mélanges de l'Ecole française de Rome" 95 (1983), pp. 249-303.

### Curatele
- con A. Schiavone e L. Capogrossi Colognesi, Analisi marxista e società antiche, Roma, Editori Riuniti 1978.
- con A. Schiavone, Società romana e produzione schiavistica, voll. I-III, Roma-Bari, Laterza 1981.
- G. Salvioli, Il capitalismo antico. Storia dell'economia romana. Roma-Bari, Laterza 1985.
- Società romana e impero tardoantico, voll. I-IV, Roma-Bari, Laterza 1986.
- L'uomo romano, Roma-Bari, Laterza, 1989.
- con G. Cavallo e P. Fedeli, Lo spazio letterario di Roma antica, voll. I-V, Roma, Salerno Editrice, 1989-1991.
- E. Sereni, Vita e tecniche forestali nella Liguria antica, in "Annali dell'Istituto Alcide Cervi", 19 (1997), pp. 21-139.
- con A. Schiavone, Storia di Roma, Torino, Einaudi 1999.
- Roma antica (Storia di Roma dall'antichità a oggi, vol. 1), Roma-Bari, Laterza 2000.
- con F. Pesando, Roma caput mundi. Una città tra dominio e integrazione, Milano, Electa, 2013.
- con F. Pesando, con la collaborazione di D. D'Auria e D. Nonnis, Roma caput mundi. La Mostra/The Exhibition, Milano, Electa 2013.
- Storia mondiale dell'Italia, Collana I Robinson.Letture, Roma-Bari, Laterza, 2017, ISBN 978-88-581-2983-8.
- con M.A. Visceglia, L'organizzazione della ricerca storica in Italia. Nell'ottantesimo anniversario della Giunta centrale per gli studi storici, Roma, Viella 2018.
- con C. Ampolo e A. Magnetto, In ricordo di Giuseppe Nenci, Pisa, ETS 2021.
- con M. Degl'Innocenti e A. Roncaglia, Il pensiero di Giacomo Matteotti, Roma-Bari, Laterza 2025, ISBN 978-88-581-5656-8